# Manuel Esqué i Montseny
Manuel Esqué i Montseny (Maldà, 19 d'agost de 1912- Barcelona, 8 de novembre de 2002) fou un sacerdot claretià català. El 2000 va rebre la Creu de Sant Jordi en reconeixement de la seva dedicació espiritual, que el va portar a crear l'Obra Cultural Mariana i la Fundació Pare Esqué, que hi és vinculada, per tal de difondre els valors de l'humanisme cristià a través de la pastoral.

## Obres
- Obres Completes
- Maria en les rutes de l'evangeli (1983)
- Sou la llum del món (1985)
- El joglar de la Senyora (1985)
- Un gran senyal al cel (1987)